# کاستل فرانکو دی سوتو
کاستل فرانکو دی سوتو (به ایتالیایی: Castelfranco di Sotto) یک کومونه در ایتالیا است که در استان پیزا واقع شده‌است.

## خصوصیات
کاستل فرانکو دی سوتو ۴۸٫۴ کیلومترمربع مساحت و ۱۲٬۱۷۹ نفر جمعیت دارد و ۱۶ متر بالاتر از سطح دریا واقع شده‌است.